# Goniothalamus ridleyi
Goniothalamus ridleyi King – gatunek rośliny z rodziny flaszowcowatych (Annonaceae Juss.). Występuje naturalnie w Tajlandii, Malezji (zarówno na Półwyspie Malajskim jak i w stania Sarawak i Sabah), Brunei oraz Indonezji (na Sumatrze i w Kalimantanie). Na Borneo roślina ta bywa potocznie nazywana Tuhob. 

## Morfologia
PokrójDrzewo dorastające do 30 m wysokości oraz 77 cm pierśnicy.
LiścieNaprzemianległe, pojedyncze. Nie mają przylistków.
KwiatyRozwijają się bezpośrednio na pniach i gałęziach (kaulifloria). Płatki mają czerwonobrązową barwę, osiągają około 13 mm długości.
OwocePojedyncze mają około 30 mm długości i zawierają po kilka nasion. Zebrane są w owoc zbiorowy. Są mięsiste i maja czerwoną barwę.

## Biologia i ekologia
Rośnie w lasach dziewiczych, zazwyczaj na wzniesieniach i grzbietach gór. W lasach zaburzonych działalnością człowieka zazwyczaj jest obecny jako pozostałość sprzed zakłóceń. Występuje na wysokości do 1500 m n.p.m.

## Zastosowanie
Aromatyczna kora jest palona, aby odpędzić duchy. Roślina jest również stosowana do leczenia bólu brzucha.